# مرادی کشک جدید (زرآباد)
مرادی کشک جدید، روستایی در دهستان اسماعیل‌چات بخش مرکزی شهرستان زرآباد در استان سیستان و بلوچستان ایران است.

## جمعیت
بر پایه سرشماری عمومی نفوس و مسکن در سال ۱۳۹۵، جمعیت این روستا برابر با ۳۳۴ نفر (۹۰ خانوار) بوده‌است.